# Хроника убийцы короля
«Хроника убийцы короля» (англ. «The Kingkiller Chronicle») — трилогия в жанре фэнтэзи американского писателя Патрика Ротфусса.
В каждой из книг описывается один день, в течение которого главный герой трилогии, прославленный герой и музыкант Квоут (Kvothe), рассказывает Девану Локиизу (Devan Lochees), известному как Хронист, часть истории своей жизни. Иногда рассказ Квоута перебивается интерлюдиями, дающими некоторое представление о том, что происходит в настоящем. Интерлюдии написаны в третьем лице, рассказывает же Квоут о своём прошлом, разумеется, в первом лице.
Первая часть трилогии — «Имя ветра» была опубликована в США в 2007 году, а в России — в 2010. Второй роман серии — «Страх мудреца» — в оригинале вышел в марте 2011 года, в переводе на русский — в 2013. В настоящий момент в работе находится третья книга, «Двери из камня», дата выхода книги пока не определена.

## Книги серии
По состоянию на 2023 год в оригинале изданы две первые книги, обе переведены на русский язык.
- «День первый: Имя ветра», опубликована в 2007, переведена на русский язык в 2010.
- «День второй: Страхи мудреца», опубликована в марте 2011, переведена на русский язык в 2013.
- «День третий: Двери из камня», по состоянию на 2022 год — не завершена[2].

Кроме того, на 2023 год выпущены ещё четыре произведения вселенной Хроники убийцы короля:
- «How Old Holly Came to Be» («О том, как появился старый падуб», около 14 000 слов) — рассказ, опубликован 21 июня 2013 в сборнике Unfettered издательства Gim Oak Press.
- О Басте — рассказ «The Lightning Tree» («Грозовое дерево», около 21 000 слов). Рассказ впервые опубликован в антологии «Rogues» под редакцией Джорджа Мартина и Гарднера Дозуа. Перевод антологии: «Негодяи», Эксмо, 2015. Также рассказ опубликован в антологии «The Year’s Best Science Fiction & Fantasy Novellas 2015».
- О Басте — «The Narrow Road Between Desires» («Узкая дорога между желаниями», около 35 000 слов) — повесть, спин-офф про Баста, будет опубликована 14 ноября 2023[3].
- Об Аури — повесть «The Slow Regard of Silent Things» (около 30 000 слов), опубликована 28 октября 2014. Перевод: «Спокойное достоинство безмолвия[англ.]»,Эксмо, 2015.

В планах:
- Рассказ под рабочим названием «The Tale of Laniel Young-Again» (История Ланиэли Вновь Юной) (около 120 000 слов[4]), действие происходит за 150—200 лет до жизни Квоута. В 2014 году Ротфусс заявил, что роман будет завершён только после «Дверей из камня». Ланиэль мельком упоминается в основной трилогии, например:

Лютнист с окладистой седой бородой сыграл впечатляющую версию «Эн Фейеан Мори». Потом две очаровательные дамы, одна лет за сорок, а вторая достаточно молодая, чтобы быть её дочерью, — спели дуэт о Ланиэль Вновь Юной, которого я никогда прежде не слышал.